# Jessica Karlén
Jessica Eva Elvira Karlén, född den 2 juni 1988 i Kisa, är en svensk skribent och komiker. 
Karlén är uppvuxen i Kisa i Kinda kommun. Hon sysslade under sin uppväxt med improvisationsteater, revy och bygdespel. Hon flyttade till Stockholm som nittonåring, läste retorik på Stockholms universitet och började med stand-up. Därefter flyttade hon till Lund och studerade fysik på Lunds universitet och spelade teater. Karlén slog igenom för allmänheten 2011 när hon var med i säsong sju av Big Brother, fick en psykos, och fick lämna huset under omtumlande former.
2012 bidrog hon med text till antologin Jag bombade: scener ur ett ståuppliv, utgiven på Ekerlids förlag.
2013 gjorde hon nio avsnitt av podcasten JessicasKK, där hon intervjuade män inom media- och nöjesbranschen (Anton Glanzelius, Pontus Ströbaek, Aron Flam, Simon Svensson, m.fl.), och som avslutades med en föreställning på Kulturhuset 5 april och en utställning 5-21 april.
Under 2013 skrev och framförde Karlén tillsammans med Charlotte Signell P3-programmet Det är bara en psykos, ett humorprogram på Sveriges Radio med en "mycket tydlig programförklaring", en del av Humorhimlen Lab.
2014 bidrog hon med text till antologin Av oss blev det aldrig några riktiga damer, utgiven på Sjösala förlag.
2016 bidrog hon med text till antologin Gränser, utgiven på Dynamo - Möjligheternas förlag.